# Lapidazione di santo Stefano (Gentile da Fabriano)
La Lapidazione di santo Stefano è un dipinto a tempera e oro su tavola (16,4x27 cm) di Gentile da Fabriano, databile al 1423-1425 circa e conservata nel Kunsthistorisches Museum di Vienna.

## Storia
L'opera è probabilmente lo scomparto di una predella di altarolo, e venne a lungo considerato un falso, reintegrato nel catalogo dell'artista solo di recente. La datazione è di solito legata al periodo fiorentino. La parte superiore è stata mutilata.

## Descrizione e stile
In una radura ai piedi di un monte e vicino a una via che conduce a un boschetto, avviene la lapidazione di santo Stefano. Il santo, inginocchiato con la dalmatica indosso, riceve in testa una pietra che lo ferisce, ma prega impassibile, confortato dall'apparizione divina in una nube di cherubini (in parte mutila), creata solo tramite l'incisione dell'oro, una prerogativa raffinatissima dell'arte di Gentile. Tutto intorno si trovano le pietre del martirio.
Quattro carnefici si dimenano per lanciare le pietre, mentre due uomini, a sinistra, assistono impassibili: uno è l'ordinante del martirio, che dirige l'operazione con un gesto della mano. I movimenti ritmici degli aguzzini, quasi da balletto, richiamano alcuni episodi della porta Nord del Battistero di Firenze, opera di Lorenzo Ghiberti, e scene simili sono documentate in area fiorentina fin dal Trecento, con lavori di Bernardo Daddi e Gherardo Starnina. Le pose appaiono studiatamente elegante, così come l'esuberanza decorativa delle vesti, paragonabile ai personaggi della Pala Strozzi, con un ampio ricorso dell'oro e delle lacche rosse.